# 312省道 (福建省)
312省道是中华人民共和国福建省的省道之一。
312省道路线可分为联三线、横八线两部分，联三线长70公里，起点位于泉州市惠安县崇武镇，途经泉州市洛江区，终于南安市梅山镇，横八线长203公里，以梅山镇为起点，途经泉州市安溪县，龙岩市漳平市、新罗区，终于连城县朋口镇。